# Голландская Ост-Индия
Голла́ндская Ост-И́ндия (нидерл. Nederlands-Indië; индон. Hindia Belanda) — одно из важнейших колониальных владений Голландской колониальной империи, располагавшаяся на островах Малайского архипелага и в западной части острова Новая Гвинея, территория которой охватывала земли современного государства Индонезия.
Как и другие колониальные образования, Голландская Ост-Индия формировалась в условиях острой конкурентной борьбы Нидерландов как с местными государственными образованиями, так и с другими колониальными державами (Великобританией, Португалией, Францией, Испанией). Долгое время имела преимущественно талассократический характер, представляя собой ряд прибрежных факторий и форпостов, окружённых владениями местных малайских султанов, достигнув высшей ступени своего политического и социально-экономического развития к 1920-м гг.
Завоевания конца XIX — начала XX веков, а также использование механизмов мощной экономической эксплуатации позволили голландцам объединить большую часть архипелага под властью своей короны.
Голландская Ост-Индия с её богатыми запасами нефти и других полезных ископаемых считалась «жемчужиной в короне Голландской колониальной империи».

## Введение
Голландская Ост-Индия как единое колониальное владение Нидерландов была образована в 1800 году по итогам национализации Голландской Ост-Индской компании. Существовала до японской оккупации в марте 1942 года. В разговорной речи и в документах XIX - начала XX в. иногда называется также Нидерландская (или Голландская) Индия. Не следует путать её с Голландской Индией — голландскими колониальными владениями на полуострове Индостан.
Голландская Ост-Индия имела сухопутные границы с Британской Малайей, Португальским Тимором и Британской Папуа, а также морские – с Британской Индией, Британским Сингапуром, Испанскими Филиппинами и Австралией.
Высшим должностным лицом колонии являлся генерал-губернатор Голландской Ост-Индии, выступавший наместником короля Нидерландов.

### Общая хронология
- 1602—1800: Ост-Индcкая компания ведёт военно-торговые операции в данном регионе. Хотя собственно территориальные приращения незначительны, голландский флот полностью контролирует межостровные воды и основные порты, вытесняя англичан и португальцев.
- 1800—1942: интенсивная территориальная аннексия, долгие и кровопролитные колониальные войны с местным населением и другими европейскими державами.
- 1859: голландская аннексия 2/3 территории Португальской Индонезии, за исключением региона Восточный Тимор.
- 1942—1945: Японская оккупация Индонезии.
- 1945—1949: Война за независимость Индонезии.
- 1962: аннексия индонезийцами последней голландской территории — Нидерландской Новой Гвинеи.

## До создания колонии
Малайский архипелаг с древних времён был частью азиатских торговых путей и азиатско-европейской торговли специями. Торговля велась с разных островов вплоть до Африки. Осуществлялся большой обмен торговлей и знаниями, а также миграция со всей Юго-Восточной Азии, от Китая до современного Сомали. Миграция из Индии со II века до н.э. по XII век привела к возникновению целого ряда индуистских государств. С XIII века с Суматры начал распространяться ислам, в результате чего многие государства обратились в ислам. Княжества, города-государства и султанаты управляли многочисленными островами, которые занимались взаимной и внешней торговлей и внутренним сельским хозяйством. Вся территория будущей Индонезии характеризуется большим различием культур и языков, но благодаря длительным взаимным контактам малайский язык стал лингва-франка. В конце концов, ислам утвердился на многих островах, смешавшись с индуистскими и буддийскими элементами. На острове Бали индуизм оставался доминирующим во многих государствах, управлявших островом. В XVI веке возникли такие государства  как Султанат Бантен на Яве и Суматре, Султанат Матарам и город-государство Сурабая на Яве, Султанат Ачех на Суматре и Султанат Бруней на Борнео. На других островах, таких как Целебес, или Сулавеси, а также на Молуккских островах правили различные исламские княжества, которые были тесно связаны торговлей друг с другом. Контакты с Европой шли через множество промежуточных точек, по морским торговым путям через Индию в Египет и оттуда, главным образом, через Венецию для остальной Европы. Португальцы первыми обогнули мыс Доброй Надежды, достигнув Юго-Восточной Азии в 1498 году. В 1511 году они захватили город Малакка, важный торговый узел. Здесь они узнали о существовании пряностей на Молуккских островах и отправились туда. В 1522 году португальцы сначала установили контакт с султанатом Бантам, который был важным торговым узлом, а затем и со всей Явой. После зтого была установлена связь и с остальными территориями вплоть до Японии. На протяжении всего XVI века Португальская колониальная империя создала разветвлённую сеть торговых постов и крепостей вдоль всего африканского побережья, Южной Америки и Азии, чтобы захватить существующие торговые пути и начать трансатлантическую работорговлю. Тем временем Португалия заключила союз с Испанией и поэтому также находилась в состоянии войны с Нидерландами.

### Правление Голландской Ост-Индской компании

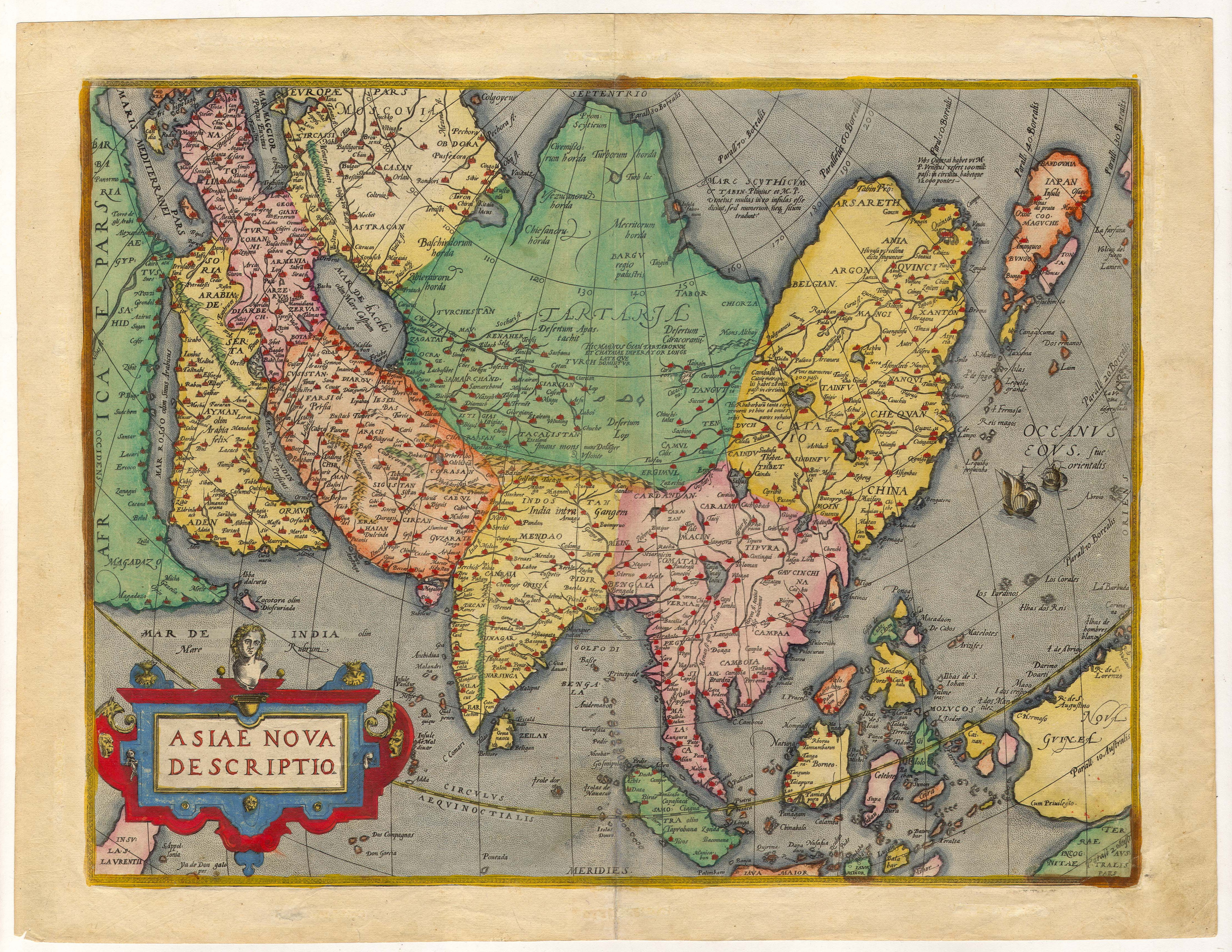
Малайский архипелаг на «Карте Новой Азии», составленной венецианским географом Джакомо Гастальди, 1574 г.

В 1596 году четыре голландских торговых корабля с купцом Корнелисом де Хаутманом на борту впервые достигли Малайского архипелага. Между 1594 и 1602 годами в Нидерландах возникло несколько компаний, которые начали торговать с Азией, особенно специями. В 1602 году они были объединены в Голландскую Ост-Индскую компанию, торговую организацию, в распоряжении которой находился собственный военный и каперский флот. Когда эта компания была основана, она получила монополию на осуществление торгово-экономической деятельности к востоку от мыса Доброй Надежды и к западу от Магелланова пролива. Перед компанией также была поставлена военно-политическая задача поддерживать господствующее положение Голландии в Малайском архипелаге. В 1603 году первый полностью оборудованный военно-морской флот Голландской Ост-Индской компании отплыл к Малайскому архипелагу под командованием Стивена ван дер Хагена. Они вступили в конфликт из-за торговли пряностями на Молуккских островах с португальцами и англичанами. На Южномолукканских островах Банда, единственном месте в мире, где выращивали мускатный орех, Голландская Ост-Индская компания грубой силой установила свой авторитет. В 1621 году было подавлено восстание, после которого почти все 15 000 коренных жителей Индонезии были убиты голландской армией во главе с Яном Питерсоном Куном. Кун привёз немногочисленных выживших на Яву, после чего основал на обезлюдевших островах первые современные плантации рабов. Из-за важности Молуккских островов на острове Тернате был основан штаб Голландской Ост-Индской компании, Форт Оранье. Для компании в эти годы главной целью было сражаться с испанцами и португальцами, захватывать их корабли, красть товары и завоёвывать их крепости. Чтобы заработать как можно больше финансовых средств, у португальцев было основано или отвоевано множество поселений на всём торговом пути в Африке, Бразилии, Индии и Юго-Восточной Азии и были исследованы экономические возможности. Внутри и за пределами Индонезийского архипелага было создано большое количество торговых постов, так называемых факторий. Чтобы лучше организовать торговлю, Кун решил создать центральную столицу, где проживали назначенный генерал-губернатор и совет Голландской Ост-Индии.
С этой целью султанат Бантам был захвачен на Яве, а столица Джакарта была разрушена. На руинах была построена новая столица Голландской Ост-Индии Батавия. В XVII веке Голландская Ост-Индская компания установила свою власть над Явой, а также завоевала и монополизировала азиатские торговые пути у португальцев. У компании были большие трудности с рентабельной работой, особенно потому что в Азии не было рынка для европейских продукции. Пеппер заключает контракты с Ачехом, Палембангом и Джамбина. Северной Суматре оплата должна была производиться серебром. Рабов привозили со всего региона, где велась морская торговля, для работы на компанию, например, на сахарных плантациях вокруг Батавии и в корабельной мастерской возле Батавии. С Малайского архипелага рабы сначала прибыли с Молуккских островов, позже в основном балийцы.
После ликвидации португальцев и испанцев в Нидерландах и завоевания их азиатских торговых постов и путей последовало множество конфликтов с Англией, в том числе, и в Азии. С 1740 года Нидерланды сосредоточились на Малайском архипелаге. Сильное вмешательство в вопрос о наследовании яванских королевств привело к подчинению значительной части Явы Голландской Ост-Индской компании. Однако компания страдала от жёсткости и коррупции и столкнулась с жёсткой конкуренцией со стороны Франции и Великобритании.
После Четвёртой англо-голландской войны в конце XVIII века в колониях Голландской империи наступил период хаоса. Англичане захватили почти все посты Голландской Ост-Индской компании и заблокировали голландские порты. После начала войны с Францией и учреждения Батавской республики в Нидерландах Голландская Ост-Индская компания была национализирована в 1796 году и с тех пор территории принадлежали непосредственно голландскому государству.

## Территориальная экспансия и формы управления колонией

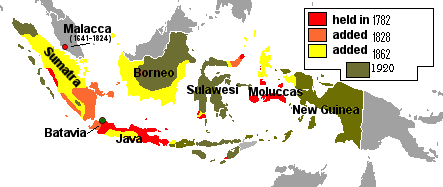
Расширение территории Голландской Ост-Индии

### Французская и британская администрация
Во время наполеоновских войн территория самой Голландии была захвачена Францией и создана Батавская республика. В 1806 году Батавская республика была реорганизована в Голландское королевство. Король Голландии Людовик Бонапарт назначил Хермана Виллема Дендельса генерал-губернатором Голландской Ост-Индии. Дендельс расширил армию и заставил яванцев строить форты и береговые батареи. Десятки тысяч яванцев погибли при строительстве дороги вдоль северной Явы «Гроте Поствег». Дендельс вступил в конфликт с несколькими монархами и провел карательные экспедиции, чтобы усмирить их.  В результате в 1808—1811 годах колонией управлял французский генерал-губернатор.
Во время наполеоновских войн британцы завоевали Молуккские острова в 1810 году и Яву в 1811 году. К этому времени Великобритания уже также успела оккупировать и Капскую колонию, важнейшее торговое звено между Нидерландами и Голландской Ост-Индией). Томас Стэмфорд Раффлз был назначен генерал-лейтенантом. Яванцы и их правители не смирились с далеко идущим вмешательством колониальной администрации, и Раффлз также проводил карательные экспедиции.  В этот период был вновь открыт крупнейший в мире буддийский храм Боробудур, частично скрытый от глаз тропической растительностью. Бютенцорг также стал второй столицей яванского режима. Кроме того, он представил чайную плантацию в Преангер и ввёл налог на использование земли. Наконец, им было введено левостороннее движение.

### Голландская администрация
После победы над Наполеоном Великобритания вернула Нидерландам колонии на Малайском архипелаге по Лондонскому договору от 13 августа 1814 года. 19 августа 1816 года перед ратушей Батавии администрация Явы в Ондерхорхедене была официально передана Объединённому королевству Нидерландов, вместе с которым родилась Голландская Ост-Индия. Управление Голландской Ост-Индией осуществлялось централизованно генерал-губернатором, как и в период правления Голландской Ост-Индской компании. Генерал-губернатор назначался королём Нидерландов по рекомендации Совета Голландской Ост-Индии, председателем которого формально был генерал-губернатор Голландской Ост-Индии. В Нидерландах политика определялась Министерством колоний, которое также управляло Королевской голландской ост-индской армией. На практике расстояние между Нидерландами и колонией было слишком велико, и многие решения, включая развёртывание армии, принимались на месте. Правительство Голландской Ост-Индии имело государственную службу, включающую  различные ведомства и Генеральный секретариат.  Управление населением осуществлялось, насколько это было возможно, местными властями. В результате администрация состояла из двух уровней: местного и голландского. В состав Совета внутренних дел, также известного как правительство, входили: губернаторы и жители, помощники резидентов, диспетчеры и диспетчеры-стажёры. Местное самоуправление возглавлял регент, а ниже начальники районов и подрайонов. На Яве ещё существовала должность патиха, исполнявшего обязанности заместителя регента и душеприказчика. Регенты назначались губернаторством и набирались из местной аристократии. Во главе деревни, деса или кампонг, встали деревенские старейшины. Они избирались населением, и их выборы подтверждались жителями. Эта иерархия позволила голландцам контролировать миллионы жителей с помощью лишь нескольких человек. В некоторых областях было больше самоуправления, например, в яванских княжествах. В этих странах были жители Нидерландов и помощники жителей, но они не контролировали их.
Возвращение к голландскому правлению после английского периода было непростым. Население отказывалось признавать власть иноверцев, не желало совершать барщины или не соблюдало обязательной уплаты сельскохозяйственной и горнодобывающей продукции. Например, султанат Палембанг на Суматре отказался поставлять голландцам олово. Колониальная голландская имперская колониальная армия провела в 1819 году карательную экспедицию в составе 1500 человек на пяти боевых кораблях, трёх транспортных кораблях и 14 артиллерийских орудиях и была отбита, в том числе, потому что население атаковало корабли с горящими плавучими домами. Во время второй экспедиции голландской имперской колониальной армии в Палембанг в 1821 году султанат был покорён, султан изгнан, и, в конце концов, султанат попал под прямое голландское правление. На Западном Борнео голландцы пытались восстановить свою власть, но безуспешно, а на Западной Суматре голландцы были вовлечены в войны Падри.
Около 1825 года на Яве вспыхнуло крупное восстание в королевских землях под предводительством туземного антиколониального лидера Дипонегоро. Яванцы в основном восстали против влияния голландцев в их районе и призвали к священному джихаду. В конечном итоге это привело к очень кровавой Яванской войне (1825-1830 гг.) и длительной партизанской войне в центральной части Явы. Нидерланды были вынуждены набрать много солдат с Малайского архипелага, а в конечном итоге и со всех уголков мира, чтобы сформировать колониальную армию, численностью 50 000 человек. Дипонегоро противостоял голландской имперской колониальной армии войском, численностью в 100 000 человек, и, в конце концов, были убиты десятки тысяч солдат с обеих сторон и почти 200 000 местных жителей. Война закончилась, когда Дипонегоро был задержан режимом на мирных переговорах. После этой войны Ява почти полностью перешла под прямое голландское правление. Только короли Джокьякарты и Суракарты всё ещё владели несколькими яванскими территориями.
Большая часть Малайского архипелага оставалась независимой от голландской колониальной власти почти весь XIX век. Отчасти это было связано с голландской политикой воздержания, которая означала, что люди в основном пытались подчинить голландскому правлению экономически важные районы Явы и Молуккских островов. Во второй половине XIX века от этой политики отказались, в том числе, и для того, чтобы другие колониальные державы не претендовали на территорию. Это привело к длинной серии войн во второй половине XIX века и в первые десятилетия XX века.
Особенно велико сопротивление голландцам было на Бали. Бали всегда был союзником голландцев, но это не означало, что остров находился под властью голландцев. Несколько балийских монархов отказались подчиниться Нидерландам и стали объектами «карательных экспедиций», продолжавшихся с середины XVIII века до 1908 года. Тысячи балийцев погибли в боях во время покорения Бали. Несколько раз вместо того, чтобы сдаться, местный король и его подданные выбирали «пупутан», – смерть посредством ритуального самоубийства перед лицом превосходящих сил голландцев. Такие инциденты принесли много негативной огласки голландским колониальным властям, в том числе, и за рубежом.
Коренное население Индонезии, опиравшееся на внутреннюю устойчивость исламских институтов, оказывало значительное сопротивление Голландской Ост-Индской компании, а затем и голландской колониальной администрации, что ослабляло голландский контроль и связывало его вооружённые силы. Самыми длительными конфликтами были война Падри на Суматре, Яванская война и кровавая тридцатилетняя война в султанате Ачех (северо-западная часть Суматры), которая длилась с 1873 по 1908 годы. В 1846 и 1849 годах голландцы предприняли неудачные попытки завоевать остров Бали, который покорился только в 1906 году. Туземцы Западного Папуа и большинства внутренних горных районов покорились лишь в 1920-х годах. Значительной проблемой для голландцев было также довольно сильное пиратство в этих водах (малайское, китайское, арабское, европейское), которое продолжалось до середины XIX в.
В 1904—1909 годах во время правления генерал-губернатора Дж. Б. ван Хётца власть голландской колониальной администрации распространилась на всю территорию Голландской Ост-Индии, заложив, таким образом, основы современного индонезийского государства. Юго-Западный Сулавеси был занят в 1905—1906 годах, остров Бали в 1906 году (западная часть острова Новая Гвинея в 1920 году). К 1913 году был завоёван весь Индонезийский архипелаг. Вся Суматра и Сулавеси, южная часть Борнео и вся цепь островов от Бали до Западного Тимора находились тогда под властью голландцев.

## Принудительный труд и эксплуатация

### Рабство в Голландской Ост-Индии
Голландская Ост-Индская компания ввела крупномасштабное рабовладение и работорговлю сразу после своего основания в Голландской Ост-Индии. Около 1750 года компания держала и продавала 75 500 тысяч рабов, что на десять тысяч больше, чем  в трансатлантической работорговле в то время. Рабы продавались как товар, а также использовались ЛОС в качестве рабочей силы на ее рудниках, землях, дворах и для других тяжелых работ. В целом работорговля Голландской Ост-Индской компании превзошла трансатлантическую работорговлю Нидерландов. Даже после того, как владения ЛОС были переданы голландскому государству, рабство продолжало существовать, и даже после отмены его по-прежнему разрешали с закрытыми глазами. В конце концов, последний раб в Голландской Ост-Индии был выпущен только в 1948 году.

### Принудительный труд
Подавляющее большинство жителей Малайского архипелага жили за счет земледелия в феодальном обществе. Это означало, в том числе, что население было вынуждено обрабатывать часть земли в пользу местного правителя. Голландская Ост-Индская компания, а затем и голландское государство последовательно также требовали свою долю и сверх этого предъявляли еще более высокие требования к труду, земле и времени населения. Около 1890 года только на Яве этот труд составлял 63 000 человек. Система культуры была сосредоточена в основном на плантациях, но Herendiensten также связанных со строительством автомобильных дорог, железных дорог, фортов и в области транспорта и строительства. Эта практика сохранилась и после отмены системы культуры на Яве и никогда не прекращала существовать за ее пределами до конца колонии.

### Труд заключённых
Отмена рабства в 1863 году устранила источник дешевой рабочей силы. Но со времён правления Голландской Ост-Индской компании был и другой источник, а именно труд заключённых. Это могли быть как краткосрочные приговоры, менее трёх месяцев, вынесенные местной полицией без вмешательства судьи, так и длительные сроки лишения свободы. В последнем случае заключённого могли заставить работать где угодно, например, на ирригационных работах, на транспорте, угольных и оловянных рудниках, а также в воен. Например, армия, сражавшаяся в Ачехской войне, включала тысячи подневольных рабочих. Эта война и потребность в дешевой рабочей силе привели к росту принудительного труда с 70 000 в год в 1870 году до 275 000 в год в 1900 году.

### Контрактные работники
На протяжении всего периода европейского колониализма очень большое количество рабочих-мигрантов направлялось по миру из Азии. Эти наёмные слуги подписали контракт дома, обязуясь работать на компанию, чтобы сначала оплатить расходы на доставку и проживание, а только потом зарабатывать деньги. В Голландской Ост-Индии это были в основном иммигранты с юга Китая, которых называли кули, и их часто заставляли работать на плантациях. Условия были очень плохими, рабочих часто не выпускали с плантации и подвергали телесным наказаниям, и их спровоцировали влезть в новые долги во время их пребывания. На практике контрактники часто не выходили из контракта, а хозяин плантации был господином и хозяином.
Многочисленные войны легли тяжёлым бременем на голландскую казну. Чтобы заставить колонию собрать больше денег, король Виллем I в 1824 году основал голландскую торговую компанию NHM, предшественницу банка ABN AMRO. Как и Голландская Ост-Индская компания, это действительно была частная компания с членами королевской семьи в качестве основных акционеров, но она также была тесно связана с голландским государством. Чтобы получить больше прибыли, король Виллем I решил, что местное население должно обрабатывать одну пятую земли с прибыльными культурами, такими как кофе, сахар, табак и опиум, и отдавать ее NHM. Эта так называемая система культуры, чтобы возделывать землю для прибыльных культур. Она контролировалась как Голландской Ост-Индией, так и местным правительством. Оба уровня правительства могли заработать много денег, снимая продукты и прибыль, и заставляли население участвовать. Для очень прибыльного кофе регулирование действовало до начала XX века. Прибыль была высокой, и так называемый слот батиг обеспечивал до 50% дохода голландского бюджета в XIX веке. Наконец, из Европы был найден продукт, которым можно было торговать в Азии, – текстиль. Это привело к началу процесса формирования текстильной промышленности Твенте. Из-за эксплуатации местного населения жители колонии часто голодали, а голод стоил многих жизней. Мультатули написал свой роман Макс Хавелар в 1860 году, в котором указывались на сомнительные моральные аспекты этого злоупотребления.  С 1848 года всё больше людей стали выступать за его отмену. Для этого упоминаются две основные причины: от этого страдало местное население, и они хотели открыть Голландскую Ост-Индию для частной собственности. В 1870 году Закон об аграрном секторе и Закон о сахаре стали законом, введённом с целью отмены Системы культивирования. Эти законы позволили частным компаниям обосноваться в Голландской Ост-Индии. Затем сырьё из Голландской Ост-Индии перерабатывалось в Нидерландах и наоборот: ткани из Нидерландов вышивались в Голландской Ост-Индии, а затем продавались на местных рынках. Открытие Суэцкого канала в 1869 году и развитие парового флота сократили время в пути между Западной Европой и Юго-Восточной Азией с нескольких месяцев до нескольких недель. На Яве и Суматре железнодорожные линии были проложены правительством и частными компаниями, такими как Nederlandsch-Indische Spoorweg Maatschappij (NIS), позволяющая перевозить строительные материалы, товары и пассажиров через внутренние помещения. Это ускорило рост населения, как в сельской местности, так и в городах, с 16 миллионов в 1800 году до 38 миллионов в 1900 году. В том же столетии население Нидерландов увеличилось с 2 до 5 миллионов жителей.

## Колониальное общество Голландской Ост-Индии в XX веке

### Миграция из Нидерландов и Европы
В период правления Голландской Ост-Индской компании голландцы и другие европейцы лишь временно поселились на различных торговых постах Малайского архипелага. Даже после этого миграция началась очень медленно, около 1814 года из многомиллионного общего населения европейцев насчитывалось всего 16 000 человек. В течение XIX века в общей сложности 160 000 солдат из Нидерландов и десятки тысяч из остальной Европы уехали в колонию, чтобы сражаться во многих войнах. Большинство снова ушли или были убиты; в 1903 году во всей колонии проживало около 60 000 голландцев и 20 000 европейцев. Либерализация торговли более короткое время в пути в конце XIX века привела к увеличению миграции из Нидерландов в первой половине XX века. Поскольку ремиграции тоже было много, абсолютная численность голландцев не превышала 100 000 человек плюс десятки тысяч европейцев. С точки зрения Голландской Ост-Индии это были небольшие числа, и на многих островах поколения жителей никогда не видели голландца; из Нидерландов это 1,5% населения. Голландцы сформировали привилегированный класс и состояли из администраторов, инженеров, менеджеров, учителей и владельцев плантаций. Мигрантами были в основном молодые мужчины, женившиеся на местных женщинах. Их дети также были гражданами Нидерландов, пока они были признаны их отцом.  Местные жители составляли другой класс, они не имели многих прав.

## Голландская Ост-Индия в период Второй мировой войны

### Интернирование
10 мая 1940 года генерал-губернатор Голландской Ост-Индии Тьярда ван Штаркенборг был проинформирован о вторжении Германии в Нидерланды. В качестве контрмеры, по Берлинскому кодексу, во исполнение статьи 20 Положения о военном и осадном положении, всем «арийским» немцам, индо с немецкой фамилией, членам НСБ, евреям из Германии и Австрии, политическим беженцам с немецких территорий, чехи, венгры, датчане, югославы, бельгийцы и поляки арестованы и заключены в лагеря для интернированных. Это было более 2 800 мужчин и женщин. Евреи образовали отдельную группу. Еще до войны они были лишены гражданских прав нацистами и поэтому не имели гражданства. В 1930-х годах они бежали из Германии и Австрии, так как думали, что смогут найти убежище в Голландской Ост-Индии. Однако их считали обычными немцами и относились к ним соответственно. Имущество заключенных было конфисковано. Из этих лагерей узников мужского пола сначала поместили в лагерь на острове Онруст .и позже собраны в августе 1940 года в новом лагере в Ачехе на Суматре, Лаве-сингалагала. Около 150 женщин, которые числились национал-социалистками, были схвачены и заключены вместе со своими детьми в казармы в Баньоэбиро на Яве. Охранниками здесь служили женщины-члены Армии Спасения. Около 200 не арестованных женщин попали в финансовые трудности из-за того, что кормильцы-мужчины были заключены в тюрьму. Первоначально правительство решило разместить их в отелях, устроенных как небольшие лагеря, четыре из которых находились на Яве и два на Суматре.
Поскольку японская угроза оккупации Голландской Ост-Индии усилилась, правительство решило перевести интернированных в портовый город Сиболга, перевезти их оттуда в Бомбей в Британской Индии и передать там правительству. Это произошло в три этапа: первая перевозка 975 пленных 29 декабря 1941 г. кораблем КПМ « Офир», вторая 3 января кораблем КПМ «Планциус» с 938 пленными и 16 января 1942 г. ушла третья и последняя транспортировка, с 478 заключенных на борту переоборудованного торгового судна «Ван Имхофф». В этом последнем транспорте, кроме немцев, находились все пленные евреи с фамилиями от L до Z. Этот последний корабль был сбит японской авиацией в 150 морских милях от берегов Суматры около десяти часов утра 19 января, таким образом, что открыл трещину ниже ватерлинии, начал набирать воду и медленно пошел ко дну. Все заключённые-евреи утонули.

### Японская оккупация
10 января 1942 года Япония, испытывавшая потребность в полезных ископаемых, которыми была богата Голландская Ост-Индия (в первую очередь в нефти), объявила войну королевству Нидерланды. После непродолжительного сопротивления голландские вооруженные силы капитулировали 8 марта 1942 года, а Голландская Ост-Индия была оккупирована Японией. Более 42 000 солдат европейского или смешанного происхождения стали военнопленными. Многие мирные жители также были интернированы. Регистрация неместных жителей началась через несколько месяцев после начала японской оккупации. Европейцы делились на чистокровных европейцев и смешанных. Поскольку японцам не было ясно, в чем заключалась лояльность индоевропейцев, им дали презумпцию невиновности. Таким образом, большинство индо-голландцев изначально оставались за пределами лагерей.
Когда многие индоевропейцы отказались занимать прояпонскую позицию, в 1943 году был проведен второй отбор, в ходе которого японские официальные лица определили, к какой группе они принадлежат. Выбор основывался, в том числе, на походке и, в случае сомнений, определяющим был цвет глаз. Чтобы доказать, что кто-то был смешанной крови, нужно было иметь свидетельство о происхождении, asal usul . В конце концов, большинство индо-голландцев также оказались в лагере. По оценкам, 13 000 человек погибли в японских лагерях, многие из них были мужчинами, которых использовали в качестве подневольных рабочих на «Железных дорогах смерти» .
В годы оккупации сильно развернулось националистическое движение. Сами японцы из-за своей идеи о том, что Восточная Азия должна стать единым государством, отрицательно относились к независимой Индонезии. Однако, поскольку они проигрывали войну, Япония начала переговоры о создании независимой Индонезии под японской гегемонией. 15 августа 1945 года японский император объявил о капитуляции своей страны в радиообращении. Голландская Ост-Индия снова стала свободной, но для многих индо-голландцев это не означало конца испытаний. А именно , индонезийский националист Сукарно провозгласил Республику Индонезия 17 августа 1945 года (через 2 дня после капитуляции ).и это привело к периоду берсиапа. Эта республика должна была охватывать всю Голландскую Ост-Индию.

## Приобретение Индонезией независимости

### Разжигание национализма
После окончания войны в 1945 году Нидерланды не сразу смогли отправить войска в Индонезию для восстановления колониальной власти. Люди зависели от британских войск, а Великобритания не хотела без лишних слов браться за восстановление голландской власти. Американцы и англичане оставили сохранение власти в руках оставшихся японских войск. Голландское население, которое все еще оставалось в лагерях, теперь было защищено японцами от местных националистов. Эти индонезийские националисты, которых первоначально поддерживали японские оккупанты, но позже также преследовали, воспользовались этой ситуацией, чтобы построить свои собственные структуры. Они взяли под свой контроль большую часть Явы и Суматра .
Правительство Нидерландов обещало Индонезии автономию на протяжении всей войны . Эти обещания были сформулированы в радиообращении королевы Вильгельмины от 7 декабря 1942 года. Насколько это выступление было слышно в «оккупированной Индии» — японские оккупанты уже очень скоро после капитуляции Нидерландов издали постановление о том, что все радиоприемники должны быть «закрыты и запечатаны». Предложили — националисты отклонили бы расплывчатые обещания как неправдоподобные и «слишком мало, слишком поздно».
Разведывательные патрули, отправленные из Австралии (в том числе NEFIS — Разведывательная служба вооруженных сил Нидерландов ), были нацелены только на сбор военно-стратегической информации. Однако вскоре возникла необходимость в большей или меньшей степени независимости Индонезии. Генерал-губернатор Хубертус ван Мук решил восстановить Индонезию в соответствии с федеральной структурой. Это не была совершенно новая идея, но она представляла собой разрыв с государственным управлением в Голландской Ост-Индии до того времени и резко контрастировала с идеями националистов, который хотел, чтобы вся Голландская Ост-Индия принадлежала централизованно управляемой Индонезии. План состоял в том, чтобы разделить Индонезию на несколько штатов негара , которые также могли иметь под собой самоуправляемые области, даэры. Тогда все это будет называться Соединенными Штатами Индонезии и будет связано с Нидерландами в голландско-индонезийском союзе . Чисто символическим главой голландско-индонезийского союза будет король Нидерландов. Тогда Республика Индонезия, провозглашенная националистами, станет одной из негар. Этот план был согласован с индонезийцами на конференции в Линггаджати.в ноябре 1946 года . По словам таких людей, как Ван Мук, культурное и этническое разнообразие Индонезии было признано через федеральную структуру. Был упомянут принцип самоопределения: различные народы Индонезии должны иметь возможность управлять собой. Этническое разнообразие Индонезии было предметом двух конференций в Малино и Пангкалпинанге .
Однако мысль о необходимости отпустить Индию шокировала многих голландцев мыслью о том, что Индия потеряна, родилась катастрофа . Нидерланды всегда считали Индию важным смыслом своего существования . Во времена Системы земледелия, при которой голландское правительство получало большие доходы от Индии за счет местного населения, идея « чистого преследования » возникла под влиянием, в частности, Мультатули : Нидерланды имели чтобы выплатить свой «долг чести», причиненный Системой культивирования Индии , за счет развития страны. Поэтому у многих голландцев были мессианские мысли об Индии; задачей Нидерландов было развитие этой страны.
Голландская Ост-Индия была преимущественно голландской колонией. Конечно, были также Вест-Индия, Суринам и Нидерландские Антильские острова, но из-за своих размеров, экономического значения и богатства разных народов и культур Голландская Ост-Индия заняла ведущее место в голландских колониальных идеях. Нидерланды твердо верили, что Голландская Ост-Индия была образцовой колонией. Мысль о том, что Голландская Ост-Индия однажды станет независимой, была принята, но отложена в далеком будущем. Таким образом, в период между войнами в администрации не было проведено далеко идущих реформ; о каком-либо развитии участия индонезийцев в управлении после 1918 г. не могло быть и речи. Поэтому стремление индонезийцев к независимости стало полной неожиданностью для большинства голландцев.
Более того, голландское общественное мнение отказывалось признать лидеров Республики Индонезия лидерами индонезийских масс. Индонезийские националисты под руководством Сукарно сотрудничали с японским режимом. В результате они были заклеймены в Нидерландах как предатели и коллаборационисты. Роль британцев и американцев тогда очень задевала голландцев. Британцы отказались поставить свою армию на службу Нидерландам. Кроме того, привлекая республиканцев к поддержанию правопорядка на Яве и Суматре, они в глазах Нидерландов способствовали признанию республиканской власти. Затем американцы призвали Нидерланды разрешить конфликт и из-за своего антиколониализма не просто присоединились к голландской «законнической» линии, основанной на договорах и законах.

## Индонезийская революция
Во время Второй мировой войны японские оккупационные силы в Индии создали местные военизированные организации для борьбы с союзниками. Эти группы были обучены японскими инструкторами и вооружены мачете и заостренными бамбуковыми палками. Поскольку войска союзников не были доступны сразу после капитуляции Японии, японцам было приказано сохранять статус-кво до их прибытия.
Хотя Сукарно и Хатта поначалу сопротивлялись, республиканская националистическая молодежь (пемуда) потребовала немедленной независимости. Так 17 августа 1945 года Сукарно провозгласил Республику Индонезия. Провозглашение независимости привело к революционной и хаотичной ситуации. Хотя Япония капитулировала, союзных сил не было видно, поэтому возник вакуум власти.
Это привело к крайне взрывоопасной ситуации; последовала попытка свести счеты со всем иностранным влиянием, будь то британское, китайское, японское или (индийское) голландское. Этот период известен как период Берсиап . Берсиап и сиап на малайском языке означают «будь готов и прислушайся» . Это были боевые кличи индонезийских военизированных организаций и банд, которые сеяли смерть и разрушение среди иностранцев почти сразу после окончания японской оккупации, а также среди аборигенов, подозреваемых в «сотрудничестве» с возрождающейся колониальной властью. Насилие унесло тысячи жертв и стало одной из причин репатриациив Нидерланды индо-голландцев и появление всемирной индо-голландской диаспоры .
Когда первые британские войска наконец высадились в Батавии , последовало массовое насилие, в результате которого погибло множество людей. В городах группы непокорной молодежи выходили на улицы, пугая жителей криками и ночными шумами. Дома были разграблены. Некоторые жители бежали в лес, где рисковали стать жертвами других банд. Были опубликованы брошюры, в которых население призывалось истребить (индонезийских) голландцев .
В частности, в Батавии (индонезийские) голландцы и молукканцы организовались в ополчения, чтобы защищать свои дома и семьи и мстить за убийства. Иногда они тоже были виновны в чрезмерном насилии. Часто они руководствовались местью, при которой убийство европейца или молукканца возмещалось кратно. Таким образом, насилие обострилось, но голландско-молукканским ополченцам все же удалось защитить некоторые кварталы от нападений.

### Война за независимость
Нидерланды выступили против безоговорочной независимости Индонезии и направили военных «для восстановления спокойствия» посредством « полицейских действий ». Убийства (индонезийских) голландцев, китайцев и индонезийцев с голландским уклоном во время Берсиапа использовались Нидерландами для оправдания войны с Индонезией. Голландские солдаты приступили к работе структурно и в том же масштабе, с таким же крайним насилием, как Пелопор (Индонезийский борец за свободу). Правительство Нидерландов намеренно назвало это насилие эвфемистическим термином « эксцессы» .  Из-за международного давления, особенно со стороны США.Нидерланды признали независимость Индонезии 27 декабря 1949 года. Только западная половина Новой Гвинеи оставалась голландской до 1962 года .
Разногласия по поводу даты основания Республики Индонезия на десятилетия испортили отношения между Нидерландами и Индонезией. Индонезия сохраняет дату 17 августа 1945 г., но Нидерланды придерживаются даты признания Нидерландами: 27 декабря 1949 г. Только в 2004 г. министр иностранных дел Бен Бот заявил следующее: при поддержке кабинета министров я разъяснит людям в Индонезии, что в Нидерландах осознают, что независимость Республики Индонезия де-факто уже началась 17 августа 1945 года и что - шестьдесят лет спустя - мы великодушно принимаем этот факт в политическом и моральном плане. смысл. Интересная деталь заключается в том, что сам министр Бот пережил провозглашение Республики Индонезии ребенком в концентрационном лагере Амбарава.
Отчасти из-за деспотических действий голландских войск во время Войны за независимость в Индонезии, особенно в 1950-х годах, существовало сильное отвращение к Нидерландам и голландцам, поэтому ситуация для (индонезийских) голландцев оставалась враждебной и опасной. Индейцы, занимавшие официальные должности при голландцах, потеряли свое положение, а их имущество было конфисковано. Об индо-голландцах оказывалось большое давление, чтобы сделать выбор в пользу индонезийского гражданства. Однако отношения между Нидерландами и Индонезией ухудшились. В декабре 1957 года Сукарно объявил всех голландских граждан, все еще находящихся в Индонезии (примерно 40 000 человек), представляющими угрозу для государства. Голландские компании были национализированы Индонезией, и Синтерклаас больше не приветствовался. Поэтому антиголландские действия также известны как «черный синтерклаас». Многие индо-голландцы, оставшиеся в Индонезии, все же выбрали голландское гражданство и репатриировались в Нидерланды в 1950-х годах. Их называли «раскаявшимися».
Присутствие голландцев в Индонезии, за исключением Новой Гвинеи, действительно прекратилось только в декабре 1957 года, когда голландско-индонезийский конфликт из-за Новой Гвинеи вынудил голландцев покинуть Индонезию, а голландские компании были национализированы. Папуасы, как и молукканцы, тоже сами стремились к независимости и хотели добиться ее с помощью Нидерландов. Из-за насильственного вмешательства Индонезии эта независимость так и не наступила.

## Правительство и администрация

### Городские муниципалитеты и первый шаг к демократии
В начале XX века был проведен ряд реформ, давших колонии больше автономии. Закон о децентрализации 1903 г. разрешил создание городских советов и советов регентства. Этим советам было поручено управление и ответственность за фонды соответствующих регионов. Члены были выбраны из трех групп населения (голландцы, коренные и экзотические) при условии, что они присутствовали в достаточном количестве в рассматриваемом регионе. В 1918 году для всей колонии был создан Фольксрад. Учреждения не были полностью демократическими, потому что голландцы продолжали сотрудничать с местной аристократией и потому что они на самом деле не хотели отказываться от своей власти.
С 1916 г. была создана должность мэра, который мог назначаться, приостанавливаться или увольняться только генерал-губернатором. Закон об административной реформе 1922 г. позволил создать провинциальный совет в еще не сформированных провинциях Явы. Регентский совет был сформирован из трех групп населения, часть которого была избрана.

### Административное устройство до 1942 года
Последние крупные административные изменения произошли в 1938 году. В том же году высший административный уровень, правительство Индии, приняло решение о разделении отдаленных регионов на три мухафазы (Грот-Ост, Борнео, Суматра). Ява была разделена на три провинции (Западная Ява, Центральная Ява, Восточная Ява) и два города (Джокьякарта, Суракарта). В каждой из этих провинций или городов был губернатор в качестве высшего гражданского служащего.
В правительствах и провинциях администрация может быть разделена на европейскую и внутреннюю администрацию. Структура этого различается между Java и внешними регионами, что связано с разницей между прямо и косвенно администрируемыми областями и размером областей, подлежащих администрированию. Кроме того, существует также Совет иностранных жителей Востока, который не привязан к территории.
Районы, находящиеся под косвенным управлением, имеют большую автономию со своим собственным самоуправлением. Эту форму можно найти на Яве в Ворстенландене (Джокьякарта, Суракарта). Конституционные отношения с правительством Индии изложены в политических договорах для каждой области с непрямым правлением.

### Ява
Каждому губернатору помогают:
- Секретарь
- Жители
- Помощники резидентов
- Государственные служащие

| Уровни власти от высшего к низшему | Должность высший орган | Тип управления         |
| ---------------------------------- | ---------------------- | ---------------------- |
| Провинция/правительство            | Губернатор             | Европейское управление |
| Резиденция (Департамент)           | Резидент               | Европейское управление |
| Регентство                         | Регент                 | Родная администрация   |
| Округ                              | Ведана                 | Родная администрация   |
| Подрайон                           | Ассистент Ведана       | Родная администрация   |
| Деса                               | Десахед                | Родная администрация   |

Есть ряд исключений. Подрайон Тысячи островов, который находится в ведении округа и регентства Батавии, находится в ведении местного держателя поста, который подчиняется непосредственно регенту. Должность высшего должностного лица округа Кенинган в одноименном регентстве - Патих. В округе Каримоенджава в регентстве Джапара есть помощник ведана, который подчиняется непосредственно регенту Джапары.
| Провинция/правительство     | Резиденция (отдел)       | Площадь (км²) | Население 1930 г. | Жителей на км² | Регентства                                                                                       | Муниципалитет города   |
| --------------------------- | ------------------------ | ------------- | ----------------- | -------------- | ------------------------------------------------------------------------------------------------ | ---------------------- |
| Западная Ява (Провинция)    | Петух                    | 8045          | 1 028 661         | 127,8          | Серанг, Лебак, Пангдегланг                                                                       |                        |
|                             | Батавия                  | 8086          | 2 639 709         | 326,5          | Батавия, Мастер Корнелис, Краванг                                                                | Батавия                |
|                             | Уход на открытом воздухе | 11 734        | 2 212 487         | 188,6          | Буйтензорг, Соэкабоэми, Тьяндоэр                                                                 | Буйтензорг, Соэкабоэми |
|                             | Прианган                 | 13 766        | 3 449 013         | 250,5          | Бандунг, Сумеданг, Тасикмаладжа, Тджамис, Гарут                                                  | Бандунг                |
|                             | Черибон                  | 5715          | 2 069 569         | 362,1          | Черибон, Кунинган, Индрамаджо, Маджаленгка                                                       | Черибон                |
|                             | Промежуточный итог       | 47 346        | 11 399 439        | 240,7          |                                                                                                  |                        |
| Центральная Ява (Провинция) | банджомы                 | 6404          | 2 474 413         | 386,4          | Banjoemas, Poerwokerto, Poerbolinggo, Tjilatjap, Karangandjar, Bandjarnegara                     |                        |
|                             | пекалонган               | 5636          | 2 639 844         | 468,4          | Пекалонган, Батанг, Пемаланг, Тегал, Бребес                                                      | Пекалонган, Тегал      |
|                             | Кеду                     | 4655          | 2 129 509         | 457,5          | Магеланг, Вонособо, Теманггоенг, Поервореджо, Коетоардджо, Кебоемен                              | Магеланг               |
|                             | Семаранг                 | 5415          | 2 011 859         | 371,5          | Семаранг, Кендал, Демак, Гробоган                                                                | Семаранг, Салатига     |
|                             | Джапара-Рембанг          | 6059          | 1 886 043         | 311,3          | Пати, Джапара, Рембанг, Блора, Куду                                                              |                        |
|                             | Промежуточный итог       | 28 169        | 11 141 668        | 395,5          |                                                                                                  |                        |
| Восточная Ява (Провинция)   | Бодженегоро              | 6824          | 1 984 368         | 290,8          | Боджоногоро, Тубан, Гризее, Ламонган                                                             |                        |
|                             | Мэдион                   | 6082          | 1 909 448         | 314,0          | Мадиоен, Магетан, Нгави, Понорого, Патхитан                                                      | Мэдион                 |
|                             | Кедири                   | 7042          | 2 470 778         | 350,9          | Кедири, Нгандджок, Блитар, Тулунгагоенг, Тренггалек                                              | Кедири, Блитар         |
|                             | Сурабая                  | 3527          | 1 904 676         | 540,0          | Сурабая, Сидоарджо, Модджокерто, Джомбанг                                                        | Сурабая, Модджокерто   |
|                             | Маланг                   | 5295          | 1 793 568         | 338,7          | Маланг, Пасароеан, Бангил                                                                        | Маланг, Пасароеан      |
|                             | Проболинго               | 3544          | 947 282           | 267,3          | Проболинго, Краксаан, Лоэмаджанг                                                                 | Проболинго             |
|                             | Бесуки                   | 10 137        | 2 081 867         | 205,4          | Бондовосо, Панароекан, Джембер, Банжоэванги                                                      |                        |
|                             | Мадура                   | 5471          | 1 962 411         | 358,7          | Памекасан, Соэменеп, Бангкалан, Сампанг                                                          |                        |
|                             | Промежуточный итог       | 47 922        | 15 054 398        | 314,1          |                                                                                                  |                        |
| Суракарта (мухафаза)        | Суракарта                | 4226          | 1 613 356         | 381,8          | Район Сунанат: Суракарта, Сраген. Район Мангкоенегаранс: Воногири, Кота Мангко Негоро Суэракарта |                        |
|                             | Клатен                   | 1822          | 951 619           | 522,3          | Клатен, Боджолали                                                                                |                        |
|                             | Промежуточный итог       | 6048          | 2 564 975         | 424,1          |                                                                                                  |                        |
| Джокьякарта (мухафаза)      | Джокьякарта              | 3172          | 1 558 844         | 491,4          | Джокьякарта, Адикарто, Бантуэль, Гоэнкидоэль, Коэлонпрого                                        |                        |
|                             | Промежуточный итог       | 3172          | 1 558 844         | 491,4          |                                                                                                  |                        |
|                             | Общий                    | 132 657       | 41 719 324        | 314,5          |                                                                                                  |                        |

### Внешние регионы
Во внешних регионах губернатору помогают:
- Секретарь
- Жители
- Помощники резидентов
- Инспекторы в Министерстве внутренних дел
- Кандидаты в инспекторы Министерства внутренних дел
- Административные чиновники
- Губернаторы
- Помощники вице-губернаторов
- Почтовые держатели
- Административные помощники

| Уровни власти от высшего к низшему | Должность высший орган | Тип управления         |
| ---------------------------------- | ---------------------- | ---------------------- |
| мухафаза                           | Губернатор             | европейское управление |
| Резиденция                         | Резидент               | европейское управление |
| Отделение                          | Помощник резидента     | европейское управление |
| Подраздел                          |                        | европейское управление |
| Округ                              |                        | Родная администрация   |

Существует четкая разница между административными уровнями отдаленных правительств и уровнями на Яве и Мадуре. Во Внешних регионах Европейский совет содержит 2 дополнительных уровня, а именно отдел и подотдел. Кроме того, есть разница в обслуживающем персонале.
| мухафаза       | Резиденция                           | Площадь (км²) | Население 1930 г. | Жителей на км² | Департаменты | Муниципалитет города |
| -------------- | ------------------------------------ | ------------- | ----------------- | -------------- | --- | -------------------- |
| Великий Восток | Манадо                               | 90 597        | 1 139 251         | 12,6           | Острова Манадо, Санги и Талауд (прямо под резидентом), Горонтало, Донгала, Посо | Менадо               |
|                | Знаменитости и зависимости           | 98 939        | 3 087 335         | 31,2           | Макассар, Соенггоэминаса, Бонтейн, Кость, Паре-Паре, Мандар, Лоево, Боетон, Лайвоэй | Макассар             |
|                | Бали и Ломбок                        | 10 546        | 1 802 146         | 170,9          | Сингараджа, Южный Бали, Ломбок |                      |
|                | Тимор и зависимости                  | 63 551        | 1 656 636         | 26.1           | Тимор и острова, Сумба, Флорес, Сумбава |                      |
|                | Молуккские острова                   | 498 455       | 893.030           | 1,8            | Амбоина, Тернате | Амбоина              |
|                | Промежуточный итог                   | 762 088       | 8 578 398         | 11.2           | |                      |
| Борнео         | Западный департамент Борнео          | 147.211       | 827 898           | 5.6            | Понтиана, Сингкаванг, Синтанг, Кетапанг |                      |
|                | Южный и Восточный департамент Борнео | 386 627       | 1 366 635         | 3,5            | Bandjermasin, Hoeloe Soengai, Dusoenlanden, Kualakapoeas, юго-восточное побережье Борнео, Samarinda, Boelungan                                                                           |                      |
|                | Промежуточный итог                   | 533 838       | 2 194 533         | 4.1            | |                      |
| Суматра        | Ачех и зависимости                   | 55 550        | 1 002 900         | 18.1           | Большой Ачех, Пидия, северное побережье Ачеха, восточное побережье Ачеха, страны Гаджо и Алас, западное побережье Ачеха                                                                  |                      |
|                | Тапаноэли                            | 39 418        | 1 041 301         | 26,4           | Сиболга и Оммеланден, Ниас, Падангсидимпеан, Батакланден |                      |
|                | Восточное побережье Суматры          | 93 500        | 1 673 623         | 17,9           | (Султанаты) Дели (и зависимые территории) и Серданг, (Султанат) Лангкат, (Султанат) Асахан (и любые другие самоуправляющиеся ландшафты), бенгальские острова, Симелонгоен и страны Каро. | Медан                |
|                | Западное побережье Суматры           | 49 534        | 1 919 109         | 38,7           | Паданг, Керинджи-Пайнан, Агам, Л Кото, Танахдатар, Солок | Паданг               |
|                | Бунт и зависимости                   | 32 392        | 298 329           | 9.2            | Танджоэнпинанг, Индрагири |                      |
|                | Джамби                               | 44 452        | 245 342           | 5,5            | Джамби, Моаратамбези, Муаратебо, Бангко, Моарабоэнго, Сароелангоэн |                      |
|                | Бенохлаждение                        | 25 887        | 322 619           | 12,5           | Бенохлаждение |                      |
|                | Палембанг                            | 85 918        | 1 096 555         | 12,8           | Нижние земли Палембанга, Верхние земли Палембанга, Оган- и Комеринг-Хулоэ | Палембанг            |
|                | Бангка и зависимости                 | 16 631        | 278 842           | 16,7           | бангка |                      |
|                | Районы Лампонг                       | 28 268        | 359 950           | 12,7           | Телукбетоенг |                      |
|                | Промежуточный итог                   | 471 550       | 8 238 570         | 17,5           | |                      |
|                | Общий                                | 6 731 476     | 19 011 501        | 2.3            | |                      |

### Генерал-губернаторы Голландской Ост-Индии
См. Список генерал-губернаторов Голландской Ост-Индии.